# Stupeň B1041 Falconu 9
Stupeň B1041 Falconu 9 je první stupeň rakety Falcon 9 verze Block 4 vyráběné společností SpaceX. Poprvé tento první stupeň letěl v říjnu 2017 při misi Iridium NEXT 21-30, kdy po vynesení nákladu úspěšně přistál na plošině Just Read the Instructions. Následně byl stupeň zrenovován a byl použit při misi Iridium NEXT 41-50. Verze Block 4 sice měla certifikaci pro tři lety, ale reálně se nepočítalo s více než dvěma lety. A jelikož SpaceX již nasbírala dostatek dat z přistání prvních stupňů, tak tento stupeň nebyl při druhém letu zachráněn.

## Historie letů
| Číslo použití | Datum startu (UTC) | Let číslo | Náklad             | Start | Místo startu | Přistání | Místo přistání | Poznámky      |
| ------------- | ------------------ | --------- | ------------------ | ----- | ------------ | -------- | -------------- | ------------- |
| 1             | 9. října 2017      | 42        | Iridium Next 21-30 |       | VAFB SLC-4E  |          | JRTI           |               |
| 2             | 30. března 2018    | 51        | Iridium NEXT 41-50 |       | VAFBSLC-4E   |          |                | Bez přistání. |